# Reggae pop
Sous-genres
Chillout fusion
Genres dérivés
Smooth reggae (it), ragga-pop, dancehall
Genres associés
Lovers rock, smooth reggae, dancehall, rub-a-dub, raggamuffin, dub, rocksteady, ska, 2 tone
Le reggae pop (ou reggae fusion) est un sous-genre de reggae à caractère commercial, ayant notamment émergé dans les années 1980.

## Histoire
Bien que la musique jamaïcaine soit souvent axée sur la situation politique et sociale de son pays, son objectif initial est d'attirer les gens sur les pistes de danse. Althea and Donna, Prince Buster, Maxi Priest, Chaka Demus and Pliers, Eddy Grant, sont autant d'artistes qui ont marqué les étés avec leurs chansons reggae influencées par la pop.
Le reggae pop tire ses racines du reggae, mais se caractérise par des éléments commerciaux, mélodiques et accrocheurs, de meilleures productions, et s'adresse à un public plus large que les autres sous-genres. Bien que ce style soit essentiellement une variante commerciale et bien produite, il fait toujours écho au son caractéristique du reggae. En effet, dès la fin des années 1960, le reggae s'inspire de sonorités extérieures, lorsque des producteurs jamaïcains pointus envoient des morceaux rythmiques ou vocaux au Royaume-Uni, en les enrichissant de quelques instruments à cordes supplémentaires, avant de les commercialiser sur le marché britannique.
Les singles orchestrés tels que Love of the Common People, Young Gifted and Black et Pied Piper se révèlent être de grands succès pop, ouvrant la voie aux premiers classiques du reggae tels que Double Barrel (Dave and Ansel Collins), The Liquidator (Harry J All Stars) et The Return of Django (The Upsetters). Cela prouve que le reggae a un grand potentiel de succès en dehors du public reggae. En fait, les groupes britanniques et jamaïcains font un clin d'œil au grand public international. Ken Boothe (Everything I Own), Rupie Edwards (Irie Feelings) et John Holt (Help Me Make it Through the Night) le confirment : tant que l'on reste fidèle aux racines du reggae, on peut se laisser aller à une pop sophistiquée. D'autres exemples incluent des titres comme Uptown Top Ranking d'Althea and Donna, Silly Games de Janet Kaye, Pass the Dutchie de Musical Youth, ou certains titres de Culture Club.
Parfois, le reggae pop est également joué par de simples groupes de pop dans le but de diversifier leur son, mais le plus souvent, il est utilisé par des artistes reggae passionnés par la pop, ou pour obtenir une plus grande reconnaissance, même en dehors du mouvement reggae. Au cours des années 1970, plusieurs rockers tels qu'Eric Clapton et les Clash expérimentent de nouveaux sons incluant des éléments de reggae, et tout le mouvement 2 tone ska du début des années 1980 est lié à ce genre. Néanmoins, ce n'est que dans les années 1980, lorsque des artistes tels que UB40, Eddy Grant et Maxi Priest atteignent les hit-parades, que le reggae pop s'impose comme un genre à part entière. La scène reggae pop comprend des groupes britanniques tels que UB40, qui reproposent plusieurs chansons, contribuant à unir la culture pop britannique à la musique jamaïcaine.
Le reggae pop apparaît au milieu des années 1980 et perdure jusqu'à la fin de la décennie, grâce aux artistes précités qui réussissent à conquérir les charts. À la fin des années 1990, le genre reste produit, mais n'est plus aussi populaire qu'à la fin des années 1980 et au début des années 1990. L'émotivité de la pop reggae trouve également  des adeptes du dancehall ; Smiley Culture et Tippa Irie introduisent leur culture sound system dans les charts pop avec Cockney Translation et Hello Darling, Shabba Ranks retrouve Maxi Priest pour enregistrer Housecall, et Chaka Demus and Pliers sont des habitués des charts pop. Le genre est également relancé par Shaggy, l'un des artistes les plus connus de la scène, tandis que No Doubt fait appel aux célèbres deejays dancehall Bounty Killer et Lady Saw pour enrichir leur son d'influences jamaïcaines sur leur dernier disque. 